# Slayers Royal
Slayers Royal (スレイヤーズろいやる?, Sureiyāzu Roiyaru) è un videogioco sviluppato dalla Kadokawa Shoten e Japan Art Media e pubblicato dalla ESP per Sega Saturn il 25 luglio 1997 e per Sony PlayStation il 25 giugno 1998 esclusivamente in Giappone. Il videogioco è ispirato al manga ed anime Slayers. Successivamente uscì anche Slayers Royal 2, che a dispetto del titolo non è un sequel di questo gioco.
Il titolo è videogioco di ruolo alla giapponese che miscela grafica 2D (nelle schermate di esplorazione della mappa) e grafica 3D (nelle scene di combattimento). Alcune sequenze animate del gioco utilizzano il doppiaggio dei seiyu originali della serie.